# 脫離跨性別
脫離跨性別（英語：Detransition）又稱去性別過渡，是指停止或逆轉跨性別身份或性別過渡，這種改變可以是暫時的或永久的，並通過社會、法律和/或醫療手段實現。該術語與「後悔」的概念不同，決定脫離跨性別可能基於多種原因，包括性別認同的改變、健康問題、社會或經濟壓力、歧視、污名化，政治信仰，或宗教信仰。
一些研究使用「再過渡」（Retransition）這一術語，而非「去性別過渡」（Detransition）。「再過渡」也常被用來描述在脫離跨性別後重新進行性別過渡或恢復跨性別認同的情況。
去性別過渡的估計發生率因定義和方法論的不同而有所差異，其估计范围处于1%到8%之間。鉴于方法学存在一定限制，这些估计具有不确定性。有关去性别过渡的正式研究数量较为有限，同时在政治方面具有争议性，對這一現象的描述也不一致。專業領域對該現象的關注引發了爭論，一些學者認為該主題存在審查爭議。
一些曾經脫離跨性別的人对自己的决定感到后悔，並在之後選擇重新進行性別過渡。一些與迴轉治療相關的組織利用脫離跨性別的敘事推動充满跨性別恐懼的言論和立法。

## 術語和背景
性別過渡是跨性別者改變其性別表現和/或性徵，从而使其符合自身内在性别认同的过程。性別過渡的方法因人而異，但通常包括以下幾方面的改變：社會層面（如衣著、個人姓名和代名詞）、法律層面（如、諸如更改法定性別和姓名）以及醫療/身體層面（如性別肯定激素治療和性別肯定手術）。
去性别过渡是指在社会、医疗或法律层面部分或完全停止或逆转性别过渡的过程。此过程可能为暂时性质，亦可能为永久性质。脫離跨性別與對性別過渡的後悔这两种情况常被错误地混为一谈，然而，存在脫離跨性別但不後悔的情況，也存在後悔但未脫離跨性別的情況。「主要去性別過渡」和「帶有身份終止的去性別過渡」這些术语通常用于描述那些停止认同自身为跨性别者的人；而「次要去性別過渡」和「未伴隨身份終止的去性別過渡」则用于那些仍继续认同自己为跨性别者的人。「再過渡」有時被用作「去性別過渡」的同義詞，但更常用於指重新開始或恢復已停止或逆轉的性別過渡。經歷去性別過渡的人通常被稱為脫離跨性別者。
「停止認同」（Desistance）一词在研究文献中频繁出现，然而其定义却模糊不明。该术语通常用以指代那些处于青春期期间，性别焦虑减弱或者不再认同自己为跨性别者的儿童。然而，這些定義經常被混淆使用。此类定义主要被用于宣称在青春期后停止将自己认同为跨性别的儿童会将自己认同为顺性别者，這種觀點基於1960年代至1980年代的偏頗研究以及2000年代的低質量研究。有時，「停止認同」也用來指代那些在醫療性別過渡之前停止将自己認同為跨性別的成年人。
「去性別過渡」這一術語在跨性別社群內具有爭議性。根據 Turban 等人的說法，這是因為與「性別過渡」一樣，該詞帶有一種「性別認同依賴於性別肯定醫療」的錯誤含義。此術語已與一些運動聯繫在一起，這些運動通過過度強調後悔和脫離跨性別的風險，旨在限制跨性別者獲得與性別過渡相關的醫療服務。

## 發生
「脫離跨性別」在文獻中有多種不同的定義，但現有估計顯示，脫離跨性別的情況十分罕見。該概念的政治化已為去性別過渡者、跨性別者和醫療專業人士創造了一種審題的氛圍。一些人主張，研究應集中於支持脫離跨性別者，而非試圖防止脫離跨性別的情況。
2023 年的一項綜述發現，關於脫離跨性別或後悔的估計範圍為 0-13.1%，醫療照護中斷的比例為 1.9%-29.8%，手術後去性別過渡或後悔的比例為 0-2.4%，激素治療後去性別過渡或後悔的比例為 0-9.8%。2024 年的一項綜述分析了接受青春期抑制劑或跨性別激素治療者的脫離跨性別情況。研究发现，相关研究方法与定义存在差异，時間範圍短、參與者人數少，且未充分考慮患者層面數據與混雜因素。大多數研究以來自專門性別診所的小型群體為主，或僅限於兒科/青少年年齡段。研究主要來自荷蘭、美國、英國和丹麥。該綜述指出，跨性別人群中停止跨性別荷爾蒙治療的點患病率比例為 1.6% - 9.8%，青春期抑制劑中斷的比例為 1–7.6%。此外，綜述提到「目前的文獻顯示，決定去性別過渡的情況似乎較為罕見」，並指出由於認同改變與其他中斷原因（如經濟障礙、副作用、遵循治療不足、社會問題或治療目標達成）相混淆，由认同改变引起的去性别过渡估计可能被高估。
2021 年，一项针对 27 项研究的统合分析得出如下结论：「跨性別患者在接受性別肯定手術後，後悔的比率極低」，经综合统计，后悔率为 1%，其中跨性別男性手術的後悔率低於 1%，跨性別女性手術的後悔率低於 2%。 2024 年的一項綜述發現，性別肯定手術的綜合後悔率為 1.94%，其中跨性別女性個體的後悔率為 4.0%，跨性別男性個體的後悔率為 0.8%。

### 原因
脫離跨性別的原因多種多樣，可能包括內部因素和外部因素。内部因素方面，或许有对自身性别认同的理解产生变化、出现后悔情绪、面临身体健康问题或遭受副作用、性别不安已經缓解，亦或是已经达成治疗目标。外部因素则可能涉及财务或者法律方面的问题、来自社会和家庭的污名化以及歧视、获取医疗治疗存在困难，或者是受到文化和意识形态的压力。部分人会暂时脱离跨性别状态，以达成特定目标，比如生育具有生物学关系的子女，或者等待性别过渡的壁垒被解决或消除。跨性別長者也可能因担忧晚年無法獲得充分或尊重的照護而選擇脫離跨性別。
跨性别平等国家中心开展了一项针对自我认同为跨性别的个体的调查。依据 2015 年的美国跨性别调查结果，8% 的受访者声称曾进行过去性别过渡的转变；其中 62% 的人表示随后又重新进行了性别过渡。33% 的人表示因為過於困難而脫離跨性別，31% 因為遭遇歧視，29% 因為找工作困難。其他原因涵盖来自父母的压力（约 36%）、来自家庭成员的压力（26%）、来自配偶的压力（18%）以及来自雇主的压力（17%）。
2021 年发表的一项混合方法分析对该调查数据展开了深入研究。结果表明，绝大多数受访者宣称脱离跨性别部分主要归因于外部因素，其中包括来自家庭的压力、性侵犯以及不支持的学校环境等。另外，一个被频繁提及的原因是 “对我而言实在太过艰难”。

### 強制醫療去性別過渡
美国部分州的立法机构已制定或试图制定法律，对跨性別者获取医疗照护的途径予以刑事化或进行限制，迫使无法脱离困境的跨性別者进行 “去性別過渡” 的转变。阿肯色州成为美国首个禁止未成年人获得跨性別医疗的州，截至 2024 年 8 月，此类州的数量已达 26 个。一些州还试图禁止 26 岁以下人群接受此类医疗，对所有年龄层的获取途径加以限制，或者对公共和私人保险的承保范围进行限制。2024 年，美国全国有 40 个州提出了超过 112 项禁止未成年人接受跨性別医疗的法案。威廉姆斯研究所的一项研究表明，大约有 114,000 名跨性別未成年人生活在禁止其跨性別医疗的州，而大约 240,000 名跨性別未成年人生活在禁止或拟议禁止此类医疗的州。
2024 年 5 月，源自英格蘭國民保健署（NHS）的泄露文件表明，接受未经监管或海外顾问所提供的性别肯定医疗的跨性别青少年，可能被迫在 “医疗去性别过渡” 与接受保护措施的转介及调查之间进行抉择。这些文件提议，对大约 6000 名正在 NHS 等待名单上以接受性别肯定医疗的青少年展开面谈，并依据卡斯报告的建议，告知他们不可通过缺乏 “适当照护” 的途径获取性别肯定医疗。倘若发现他们无视该建议，且医疗提供者认为此种行为使其处于 “更高风险” 之中，则应进行保护措施的转介。
在美國的許多州和聯邦監獄中，跨性別囚犯經常被強迫進行「脫離跨性別」的轉變。在英國，跨性別囚犯也面臨類似的情況。
2023 年 3 月 12 日，一名名為 Eden Knight 的沙特阿拉伯跨性別女性在被強迫「脫離跨性別」後自殺身亡。Knight 在遺書中寫道，她的父母僱用了一家美國私人情報公司和一名沙烏地律師，將她重新安置並強迫她在社會和醫療層面進行「去性別過渡」。由於她依賴該律師提供食物和住所，並擔心對方會向美國移民當局舉報她，Knight 表示，她最終回到了沙特阿拉伯的父母身邊。尽管她秘密地持续进行女性化激素替代疗法，然而在两次被发现后，她选择终结了自己的生命。